# Kalimba Marichal
 (novembre 2012).
Si vous disposez d'ouvrages ou d'articles de référence ou si vous connaissez des sites web de qualité traitant du thème abordé ici, merci de compléter l'article en donnant les références utiles à sa vérifiabilité et en les liant à la section « Notes et références ».
Pour les articles homonymes, voir Marichal.
Kalimba Marichal Ibar (né le 26 janvier ou juillet 1982) est un jeune chanteur de pop mexicaine d'origine afro-cubaine, né à Mexico. Le nom de « Kalimba » est une référence à une percussion d'origine africaine. Kalimba enregistre son premier album solo album « Aerosoul », à l'âge de 21 ans. Son père était de nationalité cubaine et sa mère mexicaine. 

## Biographie
Kalimba commence sa carrière artistique à 12 ans, en donnant sa voix au doublage en espagnol au film Le Roi Lion.
Il intègre à six ans la formation musicale La Onda Vaselina d'abord comme suppléant du groupe et en 1993 l'intègre totalement. Il était également dans La Banda Rock. En 2000 le groupe s'intitule OV7, et son énergie fait de lui un leader. Ce groupe s'éteint en 2004, et Kalimba presente son premier album comme soliste dans un genre musical hip-hop et soul dont l'album s'intitule Aerosoul qui deviendra un véritable succès avec 115 000 copies vendues. Il obtient un disque de Platine et de nombreuses nominations à des prix octroyés par MTV Latinoamerica, les prix Oye, prix Lo Nuestro.
Grâce à un environnement musical propice au sein de sa famille, Kalimba grandit en écoutant de la musique du monde entier, et lui permet de grandir au niveau musical. Ses fondements musicaux sont la musique funk, la soul et le R&B, les musiciens qui l'influencent le plus sont, Stevie Wonder, Little Richard, Isaac Hayes et Michael Jackson.

## Discographie
- 2004 - Aerosoul
- 2007 - NegroKlaro
- 2008 - Mi otro yo
- 2009 - Amar y querer: Homenaje a las grandes canciones
- 2011 - Homenaje a las grandes canciones vol. II
- 2014 - Cena para desayunar

## Chansons connues
- Lat'n Party
- Buscando
- Tocando Fondo
- Tú Tienes Un Lugar
- Llevate (Featuring Ha*Ash)
- Undercover
- No Me Quiero Enamorar
- 2nite's The Night
- Dia De Suerte
- Holler
- Llorar Duele Más
- Amor O Love
- Duele